# Carmichaelia lacustris
Carmichaelia lacustris är en ärtväxtart som beskrevs av George Simpson. Carmichaelia lacustris ingår i släktet Carmichaelia och familjen ärtväxter. Inga underarter finns listade i Catalogue of Life.